# Trastorno de la memoria
Los trastornos de la memoria son el resultado del daño a las estructuras neuroanatómicas que dificulta el almacenamiento, la retención y la rememoración de los recuerdos. Los trastornos de la memoria pueden ser progresivos, como en la enfermedad de Alzheimer, o pueden ser inmediatos, como los trastornos que resultan de un golpe en la cabeza.

## Por orden alfabético

### Lesión Cerebral Adquirida (LCA)
La lesión cerebral adquirida es una lesión de las células del cerebro que se produce después del nacimiento o puede ser adquirida con el paso de los años. Puede deberse a diversas causas y, según donde esté localizado el daño, se encontrarán afectados unos u otros procesos. Puede causar la muerte en casos extremos y o el coma. Se diagnostica en 1 de cada 10 personas mayores de 45 años. y el tratamiento propuesto suele estar asociado con lesiones o enfermedades neurologicas puede ser altamente debilitante en la vida cotidiana. 

### Agnosia
La agnosia es la incapacidad para reconocer ciertos objetos, personas o sonidos. Es  causada generalmente por daño al cerebro (más comúnmente en los lóbulos occipital o parietal) o por un trastorno neurológico. Los tratamientos varían según la ubicación y la causa del daño. La recuperación es posible dependiendo de la gravedad del trastorno y la gravedad del daño al cerebro. Existen muchos tipos más específicos de diagnósticos de agnosia, que incluyen: agnosia visual asociativa, astereognosis, agnosia auditiva, agnosia verbal auditiva, prosopagnosia, simultanagnosia, desorientación topográfica, agnosia visual, etc.

### La enfermedad de Alzheimer
La enfermedad de Alzheimer (EA) es una enfermedad cerebral progresiva, degenerativa y fatal, en la que se pierden las conexiones entre células en el cerebro. La enfermedad de Alzheimer es la forma más común de demencia. En todo el mundo, aproximadamente 1-5% de la población está afectada por la enfermedad de Alzheimer. Las mujeres son desproporcionadamente las víctimas de la enfermedad de Alzheimer, con evidencia que sugiere que las mujeres con EA muestran deterioro cognitivo más severo en comparación con los varones de la misma edad con EA, así como una tasa más rápida de deterioro cognitivo.

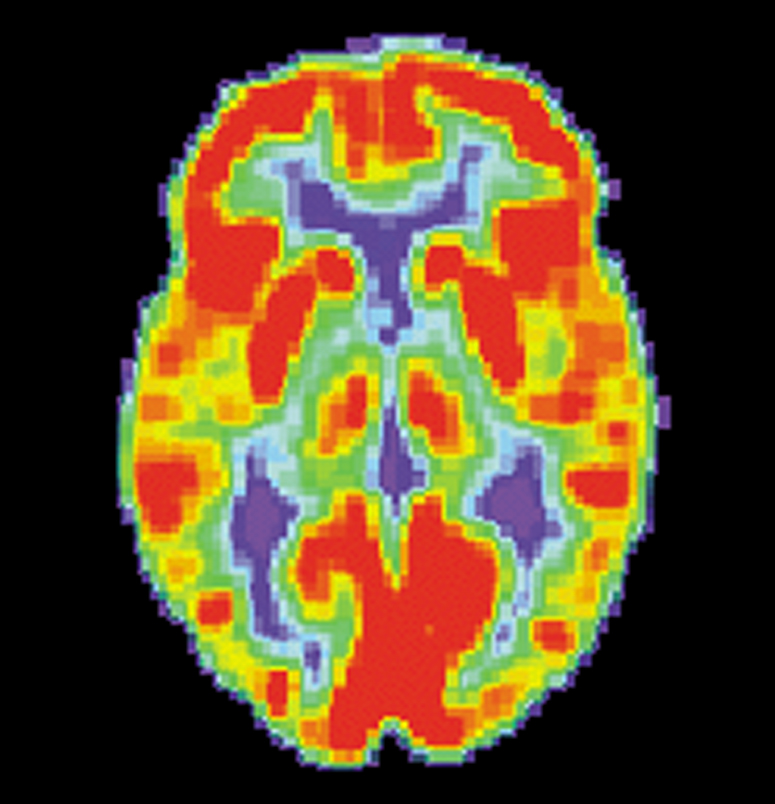
Tomografía por emisión de positrones (PET, por sus siglas en inglés) de un cerebro sano. Imagen cortesía del Instituto Nacional de Envejecimiento de EE. UU. (EE. UU.). Centro de educación y derivación para la enfermedad de Alzheimer.
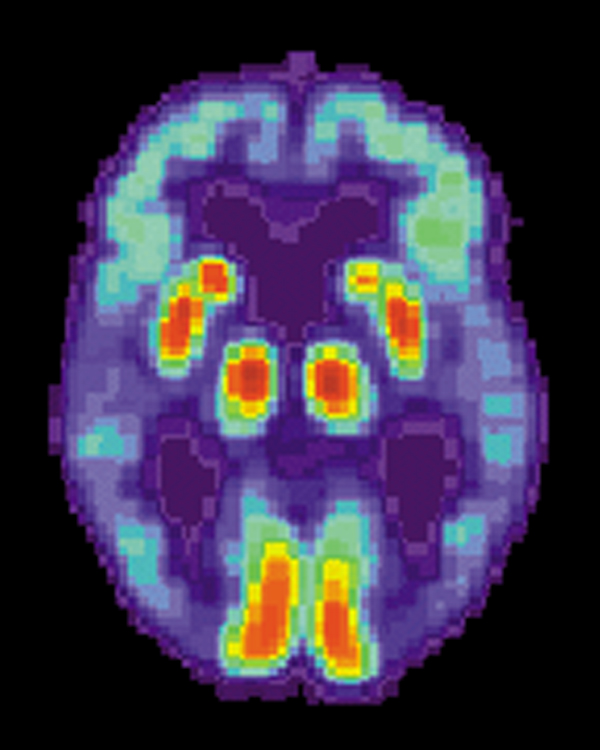
Tomografía computarizada del cerebro con EA - Imagen cortesía del Instituto Nacional de Envejecimiento de EE. UU. Centro de Referencia y Educación sobre la Enfermedad de Alzheimer

### Amnesia
La enfermedad de la amnesia es un estado mental anormal en el que la memoria y el aprendizaje se ven afectados de forma desproporcionada con respecto a otras funciones cognitivas en un paciente, que por lo demás, está alerta y receptivo. Hay dos formas de amnesia: Amnesia anterógrada y amnesia retrógrada, que muestran daño del hipocampo o del lóbulo temporal medial. Los amnésicos anterógrados muestran dificultad en el aprendizaje y la retención de la información que se encuentra después del daño cerebral. Los amnésicos retrógrados generalmente pierden recuerdos sobre experiencias personales o información semántica independiente del contexto.

#### Daño del cerebelo

Causas de TBI

La lesión cerebral traumática se produce a menudo por un daño al cerebro causado por una fuerza externa, y puede conducir a casos de amnesia dependiendo de la gravedad de la lesión. La lesión en la cabeza puede dar lugar a amnesia transitoria o persistente. Ocasionalmente, la amnesia postraumática (APT) puede existir sin amnesia retrógrada (AR), pero a menudo es más común en casos de lesiones penetrantes. Se ha descrito que el daño a las regiones temporales frontal o anterior está asociado con una AR desproporcionada. Los estudios han ilustrado que durante la APT, los pacientes con lesiones en la cabeza mostraron un olvido acelerado de la información aprendida. Por otro lado, después de la APT, las tasas de olvido eran normales
Como se señaló en la sección mencionada anteriormente sobre la lesión cerebral traumática, esta puede asociarse con deterioro de la memoria y enfermedad de Alzheimer; sin embargo, en lo que respecta al envejecimiento también plantea otras amenazas. Existe evidencia que apoya una alta incidencia de caídas en la población de ancianos y esta es una causa principal de muerte asociada a TBI en la población de personas de 75 años de edad en adelante. Al mirar la tabla a la derecha en la página, se establece que las caídas son solo el 28% de las causas totales de TBI, por lo que sugeriría que las personas mayores constituyen una buena parte de ese 28% en general. Otro factor asociado con TBI y edad es la relación entre el momento en que se produjo la lesión y la edad a la que ocurrió. Se estima que cuanto mayor sea el individuo, mayor será la probabilidad de que requieran asistencia después de TBI
En algunos casos, las personas han informado que tenían una memoria particularmente vívida de imágenes o sonidos que ocurrieron inmediatamente antes de la lesión, al recuperar la conciencia, o durante un intervalo lúcido entre la lesión y el inicio de la APT. Como resultado, ha surgido una controversia reciente sobre si la lesión grave en la cabeza y la amnesia excluyen la posibilidad de síntomas de trastorno por estrés postraumático (TEPT). En un estudio llevado a cabo por McMillan (1996), los pacientes informaron de tener "ventanas" de experiencia, en las que la perturbación emocional fue suficiente para causar el TEPT.
Las lesiones cerebrales también pueden ser el resultado de un accidente cerebrovascular ya que la falta de oxígeno resultante puede causar daños allí donde se ha localizado el accidente cerebrovascular (ACV). Los efectos de un ACV en los hemisferios izquierdo y derecho del cerebro incluyen deterioro de la memoria a corto plazo y dificultad para adquirir y retener nueva información.

### Demencia
La demencia se refiere a una clase grande de trastornos caracterizados por el deterioro progresivo de la capacidad de pensamiento y la memoria a medida que el cerebro se daña. La demencia se puede categorizar como reversible (por ejemplo, enfermedad de la tiroides) o irreversible (por ejemplo, enfermedad de Alzheimer). Actualmente, hay más de 35 millones de personas con demencia en todo el mundo. Solo en los Estados Unidos, el número de personas afectadas por la demencia es de 3.8 millones
Si bien los estudios demuestran que existen aspectos "normales" del envejecimiento, como el envejecimiento del cabello y los cambios en la visión, hay cambios, como olvidar cómo se hacen las cosas, que no se consideran "normales". Es muy importante comprender los cambios observados  diariamente en relación con los seres queridos que envejecen. Si bien el deterioro cognitivo leve se puede considerar una parte normal del envejecimiento, se deben tener en cuenta las diferencias. En un estudio de J. Shagam, se observó que si bien la diabetes y la hipertensión no se consideran parte del envejecimiento normal, se clasificarían en un deterioro cognitivo leve. Dicho esto, es importante diferenciar lo que puede ser potencialmente dañino y lo que no. Es difícil diagnosticar con precisión la demencia debido a que la mayoría de las personas desconoce qué buscar y también porque no existe una prueba específica que se pueda administrar como herramienta de diagnóstico. Lo que es aún más evidente es que los síntomas entre la demencia, la enfermedad de Alzheimer y la demencia relacionada con el Parkinson tienden a ir más allá de una sola dolencia. Si bien existen diferentes formas de demencia, la demencia vascular, tal como suena, se asocia con la prevención vascular. Esta forma de demencia no es un deterioro lento, sino un cambio repentino e inesperado debido a un ataque al corazón o un accidente cerebrovascular que reduce significativamente la sangre al cerebro. La investigación ha demostrado que la hipertensión persistente puede contribuir a la descomposición de la barrera hematoencefálica. La barrera hematoencefálica (BHE) actúa como "guardián" para el cerebro al evitar la entrada de agua y otras sustancias. Varios estudios muestran que a medida que el cerebro envejece, la barrera hematoencefálica comienza a descomponerse y se vuelve disfuncional. Hay diferentes maneras de medir el adelgazamiento de la BHE y la que más utilizada es la que consiste en tomar imágenes del cerebro mediante tomografías, resonancias magnéticas o tomografías por emisión de positrones. Investigaciones anteriores también indican que con el envejecimiento y el adelgazamiento de la BHE, también se producían cambios cognitivos  dentro de la sección del cerebro conocida como hipocampo. Esto muestra una relación entre el envejecimiento y el adelgazamiento de la BHE y sus efectos sobre el cerebro. También las deficiencias de aprendizaje y la memoria son indicaciones de un cerebro envejecido. Si bien los cambios en la BHE no son causa del deterioro de las funciones cognitivas solamente, la investigación sugiere que existe una relación. Otro deterioro que es indicativo del envejecimiento del cerebro y la descomposición de la BHE es la acumulación de hierro. Demasiado hierro en el cuerpo puede crear radicales libres que podrían influir en la degeneración de la barrera hematoencefálica. Otro factor específico relacionado con la edad observado en Popsecu et al. es una disminución en el estrógeno ya que la edad podría afectar negativamente la descomposición de la barrera hematoencefálica y crear una sensibilidad a la neurodegeneración. Como se señaló anteriormente, la demencia es una categoría amplia de alteraciones de la memoria más comúnmente asociadas con el envejecimiento. Otro síntoma que debe controlarse es la diabetes tipo 2, que puede provocar demencia vascular. También vinculado con problemas de demencia vascular está el colesterol alto; además, este factor de riesgo está relacionado con el deterioro cognitivo, el accidente cerebrovascular y la enfermedad de Alzheimer. Se estima que dentro de 20 años, la prevalencia mundial se duplicará. Para 2050, se espera que este número aumente a 115 millones. En general, la incidencia de demencia es similar para hombres y mujeres. Sin embargo, después de los 90 años de edad, la incidencia de demencia disminuye en los hombres, pero no en las mujeres.

### Síndrome Hipertimesia
El síndrome hipertimétrico hace que un individuo tenga una memoria autobiográfica extremadamente detallada. Los pacientes con esta afección pueden recordar eventos de todos los días de sus vidas (con la excepción de los recuerdos anteriores a los cinco años y los días sin complicaciones). Esta enfermedad es muy rara con solo unos pocos casos confirmados.

### Enfermedad de Huntington
La enfermedad de Huntington es un desorden  progresivo y heredado del cerebro que conduce a movimientos incontrolados, inestabilidad emocional y pérdida de facultades intelectuales.  Debido a ser un trastorno heredado, cada niño nacido de un padre con Huntington tiene un 50% de posibilidades de heredar la enfermedad, llegando a una prevalencia de casi 1 en cada 10,000 canadienses (0.01%).
Los primeros signos de la enfermedad de Huntington son generalmente sutiles; los enfermos suelen notar tics y contracciones, así como fluctuaciones inexplicables del estado de ánimo. Se notan una cierta torpeza, depresión e  irritabilidad. Lo que comienza como una dificultad para hablar y disminución del habla puede llegar a dificultades para comunicarse y al confinamiento en una silla de ruedas o en la cama.

### Enfermedad de Parkinson
La enfermedad de Parkinson (EP) es una enfermedad neurodegenerativa. La EP y el envejecimiento comparten muchas de las mismas características neuropatológicas y de comportamiento. El movimiento normalmente está controlado por la dopamina; una sustancia química que transmite señales entre los nervios del cerebro. Cuando las células que normalmente producen dopamina mueren, aparecen los síntomas del Parkinson. Esta degeneración también ocurre en el envejecimiento normal, pero es un proceso mucho más lento. Los síntomas más comunes incluyen: temblores, lentitud, rigidez, deterioro del equilibrio, rigidez de los músculos y fatiga. A medida que la enfermedad progresa, también pueden aparecer síntomas no motores, como depresión, dificultad para tragar, problemas sexuales o cambios cognitivos.
Otro síntoma asociado con la EP es la disfunción de la memoria. Esto se puede atribuir al daño del lóbulo frontal y se presenta de una manera que podría asociarse con el envejecimiento normal. Sin embargo, no hay una cierta correlación entre el envejecimiento normal y el de la enfermedad de Parkinson en relación específicamente con la memoria. Según estudios realizados en Londres y en Sicilia, a 1 de cada 1000 ciudadanos mayores se le diagnosticará Parkinson, aunque esto puede variar a nivel regional y afectar a una gran variedad de grupos de edad.
El deterioro cognitivo es común en la EP. Se ha demostrado que los síntomas parkinsonianos específicos, la bradicinesia y la rigidez se asocian con la disminución de la función cognitiva. La alteración neuropatológica subyacente en la EP implica el deterioro selectivo de las estructuras subcorticales y la disfunción ejecutiva en la EP, especialmente en los procesos que implican la memoria de trabajo. Se ha demostrado que esto está relacionado con la disminución de la activación en los ganglios basales y la corteza frontal. Elgh, Domellof, Linder, Edstrom, Stenlund y Forsgren (2009) estudiaron la función cognitiva en la enfermedad de Parkinson temprana y encontraron que los pacientes con EP tuvieron un desempeño significativamente peor que los controles sanos en atención, memoria episódica, fluidez de categoría, función psicomotora, función visoespacial y en varios medidas de la función ejecutiva. Los pacientes también exhibieron una mayor dificultad con el recuerdo libre que requería una función ejecutiva preservada que con el recuerdo y el reconocimiento con claves en las pruebas de la memoria episódica.
Según un estudio japonés, los sujetos ancianos normales tenían dificultades con el reconocimiento de la memoria y los sujetos ancianos PD tenían un tiempo aún más problemático con el reconocimiento que el grupo normal. Otra correlación pertinente hecha por esta encuesta japonesa es que para los pacientes con PD su respuesta inmediata a la memoria está intacta mientras que su capacidad de reconocer memorias del pasado se inhibe. También se dice que la memoria del paciente PD se considera un trastorno selectivo

### Estrés
Se ha hecho evidente que el envejecimiento afecta negativamente la función cerebral y esto puede abarcar una disminución de las actividades locomotoras y la coordinación, así como afectar de manera negativa el aprendizaje y la memoria. Ciertas respuestas al estrés dentro del hipocampo pueden tener efectos negativos en el aprendizaje. En un estudio realizado por Mark A. Smith, se demuestra que la exposición al estrés continuo puede causar problemas relacionados con la edad en el hipocampo. Lo que se vuelve más notorio es que el cerebro envejecido no es tan capaz de reconocer el crecimiento, este es un síntoma del daño del hipocampo. Si la información no se codifica correctamente en el cerebro, por supuesto no habría una buena retención de memoria sin la consideración de las implicaciones externas. Sin embargo, la consideración de la ansiedad, la memoria y la función general debe verse comprometida. Una memoria emocional se puede incrustar y luego reutilizar en un escenario similar en un momento posterior si fuera necesario. También se observó en un estudio relacionado con la edad y la ansiedad y la memoria que las lesiones en el cerebro pueden afectar el aprendizaje espacial. La disfunción dentro del hipocampo puede ser una razón detrás del envejecimiento de los cambios cerebrales entre los ancianos. 

### Síndrome de Wernicke- Korsakoff
El síndrome de Wernicke-Korsakoff (SWK) es un trastorno neurológico severo causado por la deficiencia de tiamina (vitamina B1) y generalmente se asocia con un consumo excesivo crónico de alcohol. Se caracteriza clínicamente por anormalidades oculomotoras, disfunción cerebelosa y un estado mental alterado. El síndrome de Korsakoff también se caracteriza por amnesia profunda, desorientación y confabulación frecuente ( inventar información para compensar la mala memoria). Una encuesta publicada en 1995 indicó que no había conexión con la cantidad promedio nacional de alcohol ingerido por un país en relación con un rango de prevalencia entre 0 y 2.5%.
Los síntomas del síndrome de Wernicke-Korsakoff incluyen confusión, amnesia y deterioro de la memoria a corto plazo. También tiende a perjudicar la capacidad de la persona para aprender información o tareas nuevas. Además, los individuos a menudo parecen apáticos e inatentos y algunos pueden experimentar agitación. Los síntomas pueden ser de larga duración o permanentes y su distinción es independiente de los efectos agudos del consumo de alcohol y de los períodos de abstinencia alcohólica.

## Envejecimiento
El envejecimiento normal, aunque no es causante de trastornos de la memoria, se asocia con una disminución de los sistemas cognitivos y neuronales, incluida la memoria (memoria de trabajo y de larga duración). Muchos factores como la genética y la degeneración neuronal tienen una función en causar trastornos de la memoria. Con el fin de diagnosticar la enfermedad de Alzheimer y la demencia temprana, los investigadores están tratando de encontrar marcadores biológicos que puedan predecir estas enfermedades en adultos más jóvenes. Uno de esos marcadores es un depósito de beta-amiloide que es una proteína que se deposita en el cerebro a medida que envejecemos. Aunque el 20-33% de los adultos mayores sanos tienen estos depósitos, aumentan en los ancianos con enfermedad de Alzheimer diagnosticada y demencia.

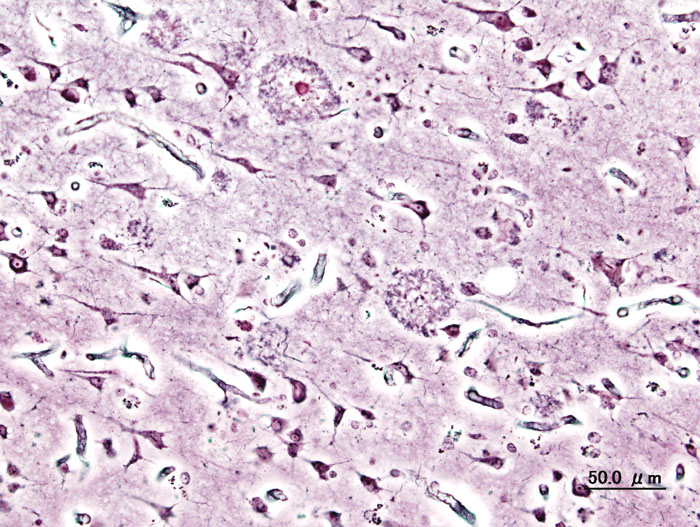
Placas neuríticas asociadas con la enfermedad de Alzheimer que aumentan en número con la edad

Además, la lesión cerebral traumática,  se está añadiendo cada vez más como un factor en la enfermedad de Alzheimer de aparición temprana.
Un estudio examinó la gravedad de la demencia en pacientes esquizofrénicos ancianos diagnosticados con enfermedad de Alzheimer y demencia en comparación con pacientes esquizofrénicos ancianos sin ningún trastorno neurodegenerativo. En la mayoría de los casos, si se diagnostica esquizofrenia, también se diagnostica la enfermedad de Alzheimer o alguna forma de demencia en diferentes niveles de gravedad. Se encontró que el aumento de los ovillos neurofibrilares del hipocampo y la mayor densidad de placa neurítica (en la circunvolución temporal superior, la circunvolución orbitofrontal y la corteza parietal inferior) se asociaron con una mayor gravedad de la demencia. Junto con estos factores biológicos, cuando el paciente también tenía el alelo apolipoproteína E (ApoE4) (un conocido factor de riesgo genético para la enfermedad de Alzheimer), las placas neuríticas aumentaban, aunque los enredos neurofibrilares del hipocampo no. Mostró una mayor susceptibilidad genética a la demencia más grave con la enfermedad de Alzheimer que sin el marcador genético.
Como se ve en los ejemplos anteriores, aunque la memoria se degenera con la edad, no siempre se clasifica como un trastorno de la memoria. La diferencia en la memoria entre el envejecimiento normal y un trastorno de la memoria es la cantidad de depósitos de beta amiloide, ovillos neurofibrilares del hipocampo o placas neuríticas en la corteza. Si hay una cantidad mayor, las conexiones de memoria se bloquean, las funciones de memoria disminuyen mucho más de lo normal para esa edad y se diagnostica un trastorno de memoria.
La hipótesis colinérgica de la disfunción de la memoria geriátrica es una hipótesis anterior que se consideró antes de los depósitos de beta amiloide, ovillos neurofibrilares o placas neuríticas. Establece que al bloquear los mecanismos colinérgicos en los sujetos control puede examinarse la relación entre la disfunción colinérgica y el envejecimiento normal y los trastornos de la memoria porque este sistema cuando es disfuncional crea déficits de memoria

## Perspectivas culturales
La omnipresencia de las enfermedades de salud mental se puede ilustrar al observar el Manual Diagnóstico y Estadístico IV-TR (DSM IV-TR). Los estudios epidemiológicos han demostrado un aumento en los casos de salud mental a nivel mundial. En 2050, podría haber una epidemia de enfermedades neurológicas. Una población del baby boom envejecida aumenta la demanda de atención de salud mental.
La medida de la enfermedad mental de la cultura occidental está determinada por el nivel de peligrosidad, competencia y responsabilidad. Esto ha llevado a que a muchas personas se les nieguen trabajos, tengan menos posibilidades de alquilar apartamentos y más posibilidades de que se les denuncien cargos penales falsos. El nivel de servicios disponibles para un grupo demográfico cada vez mayor y con problemas de memoria tendrá que aumentar a pesar del estigma contra la enfermedad mental.
Con tal estigmatización de los trastornos de la memoria y las enfermedades mentales en general, puede resultar especialmente difícil  brindar ayuda a estas personas. Algunas personas "no pueden adquirir o retener nueva información, por lo que es difícil o imposible cumplir con las obligaciones sociales, familiares y relacionadas con el trabajo". Debido a esto, existe una gran responsabilidad en los cuidadores para mantener la economía y el cuidado afectivo. Si bien hay servicios disponibles para este grupo, muy pocos los usan.
En las culturas colectivistas asiáticas, el foco se encuentra en las interacciones sociales entre los miembros de la sociedad. Cada individuo en la sociedad tiene un cierto papel que cumplir, y se considera socialmente aceptable mantener estos roles. Además, hay un enfoque en un equilibrio de cuerpo, mente y espíritu. Como resultado, existe una gran discrepancia entre los tratamientos que deben considerarse aceptables para los trastornos de la memoria.En estas culturas asiáticas, se cree que la enfermedad mental es el resultado de un desequilibrio de frío-calor/húmedo-seco que interfiere con el correcto funcionamiento de los nervios, el corazón, el hígado, los pulmones, los riñones y el bazo. Tal desequilibrio a veces se puede ver como un punto de encanto ya que "uno es el receptor de la preocupación y la simpatía de los demás".

## En la cultura popular
Los personajes con trastornos de la memoria han sido utilizados en literatura y en los medios al permitir que se cree una atmósfera de suspenso ya que a través de la amnesia retrógrada o traumática como se ve en Spellboundde Alfred Hitchcock. También puede proporcionar situaciones cómicas si se presenta un personaje que tiene deficiencias de memoria a corto plazo.
Algunos ejemplos de películas y series de televisión que representan personajes que sufren de trastornos de la memoria incluyen:
- Denny Crane, un personaje del programa de televisión Boston Legal, muestra un deterioro cognitivo que podría ser indicativo de la enfermedad de Alzheimer.
- Dr. Philip Brainard, un personaje de la película El Profesor Despistado, muestra un deterioro leve de la memoria.
- El personaje Dory, de la película que Buscando a Nemo, muestra una pérdida de memoria severa a corto plazo.
- El actor Michael J. Fox ha sido diagnosticado con la enfermedad de Parkinson .
- En la película Memento, el personaje principal, Leonard Shelby, tiene una enfermedad de la memoria a corto plazo en la que no puede formar nuevas memorias